# Varvara (zpěvačka)
Varvara, nebo také Barbara (rusky Варвара) je ruská popová zpěvačka.

## Hudební kariéra
Během studií na hudební škole jí bylo opakovaně odmítnuto uzavření nahrávacích kontraktů. Proto se rozhodla osamostatnit a nastoupit sólovou kariéru. V roce 2000 vydala své první album pod názvem Varvara, které bylo celé složené z písní vesměs neznámých autorů. Úspěch se dostavil například s písní „Varvara“ a dalšími.
V roce 2002 se jí dostalo od zakladatele Cosmo Studio nečekané nabídky k nazpívání písně „Eto pozadi“ se švédským symfonickým orchestrem. Varvara též hodně cestuje a své zážitky promítá do své tvorby. Často se vyskytuje například ve Spojených arabských emirátech a plánuje nahrát celoarabské album. Lze u ní narazit i na keltské vlivy, které po návštěvě Islandu vyústily roku 2003 v píseň „Two Sides of the Moon“ na albu Bliže.
Roku 2005 sklidilo v Rusku velký úspěch album Dreams. V době konání Eurovision Song Contest 2005 se v Kyjevě potkala s ukrajinskou zpěvačkou Ruslanou a nazpívaly spolu dvojjazyčný duet pod názvem Dva puti, dva šljachy.

## Diskografie[3]
- Varvara – 2001
- Bliže – 2003
- Grjezy – 2005
- Vyše Ljubvi – 2008